# Tobias Lillelund
Tobias Lillelund (født 14. august 2002 i Ikast) er en cykelrytter fra Danmark, der kører for Lapierre Racing Unity. Hans primære discipliner er mountainbike og cykelcross.